# 234 (numero)
Duecentotrentaquattro (234) è il numero naturale dopo il 233 e prima del 235.

## Proprietà matematiche
- È un numero pari.
- È un numero composto con dodici divisori: 1, 2, 3, 6, 9, 13, 18, 26, 39, 78, 117 e 234. Poiché la somma dei suoi divisori (escluso il numero stesso) è 300 > 234, è un numero abbondante.
- È un numero semiperfetto in quanto pari alla somma di alcuni (o tutti) i suoi divisori.
- È un numero nontotiente.
- È un numero 79-gonale.
- È un numero odioso.
- Può essere espresso come somma di due quadrati: 234 = 152 + 32
- È un numero di Harshad (in base 10), essendo divisibile per la somma delle sue cifre.
- In base 10 è formato da tre cifre consecutive: 2, 3 e 4.
- È parte delle terne pitagoriche (88, 234, 250), (90, 216, 234), (234, 312, 390), (234, 480, 534), (234, 1040, 1066), (234, 1512, 1530), (234, 4560, 4566), (234, 13688, 13690).
- È un numero pratico.

## Astronomia
- 234P/LINEAR è una cometa periodica del sistema solare.
- 234 Barbara è un asteroide della fascia principale del sistema solare.

## Astronautica
- Cosmos 234 è un satellite artificiale russo.

## Altri ambiti
- L'additivo alimentare E234 è il conservante nisina.
- +234 è il prefisso telefonico internazionale della Nigeria.
- È la massa, espressa in UMA, del raro radionuclide uranio 234, presente in natura.